# ستاره گاتنه
ستاره گاتنه (به لهستانی:  Stare Gatne) یک روستا در لهستان است که در گمینا نووینکا واقع شده‌است.